# 雁门关战斗

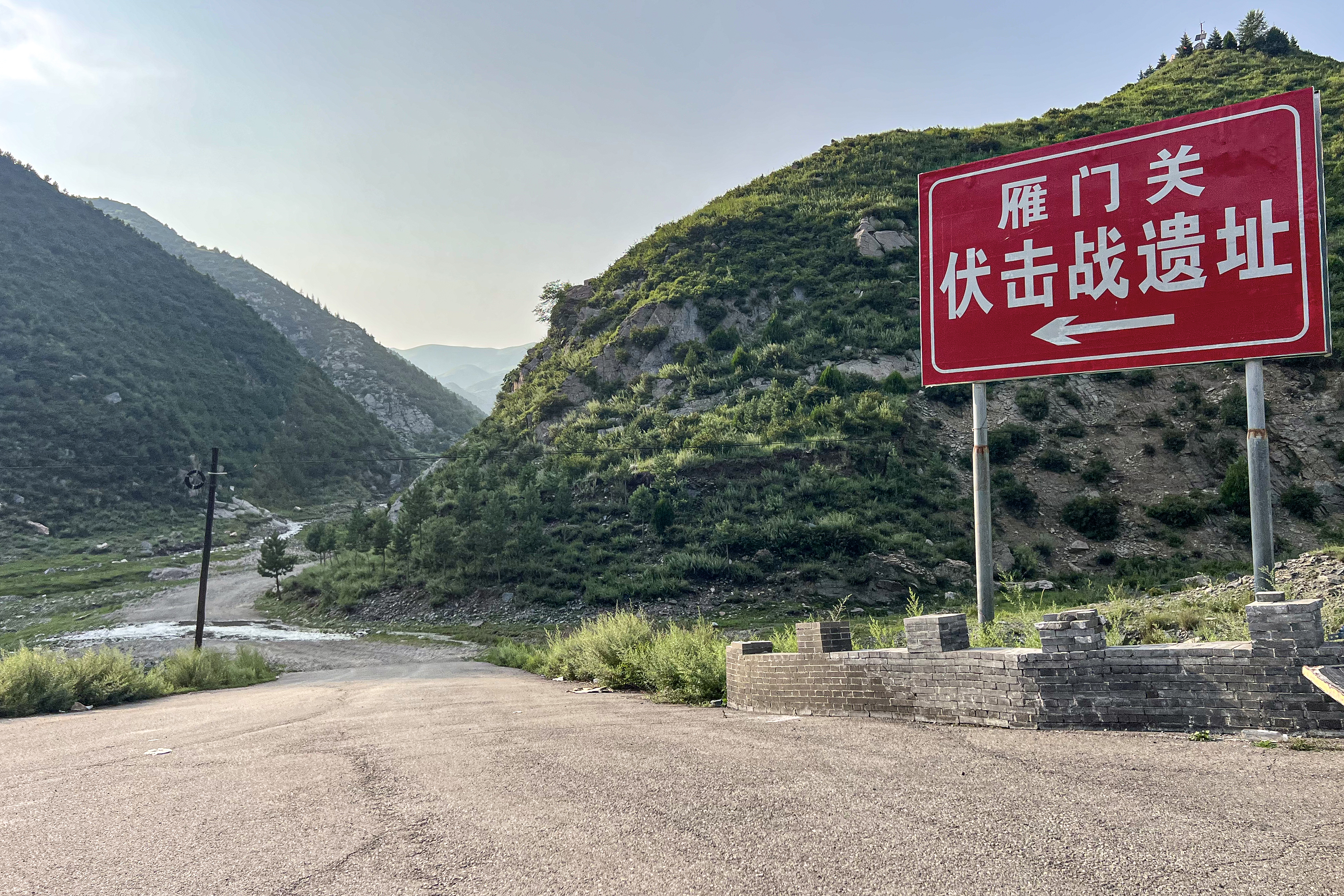
雁门关伏击战遗址

雁门关战斗是太原会战期间，中国八路军一部在山西省雁门关地区伏击日军运输队的战斗。雁门关战斗充分发挥了八路军游击战的战术，对日军造成了一定损失。但面对装备精良的日军反击，华北抗战急剧恶化。

## 背景

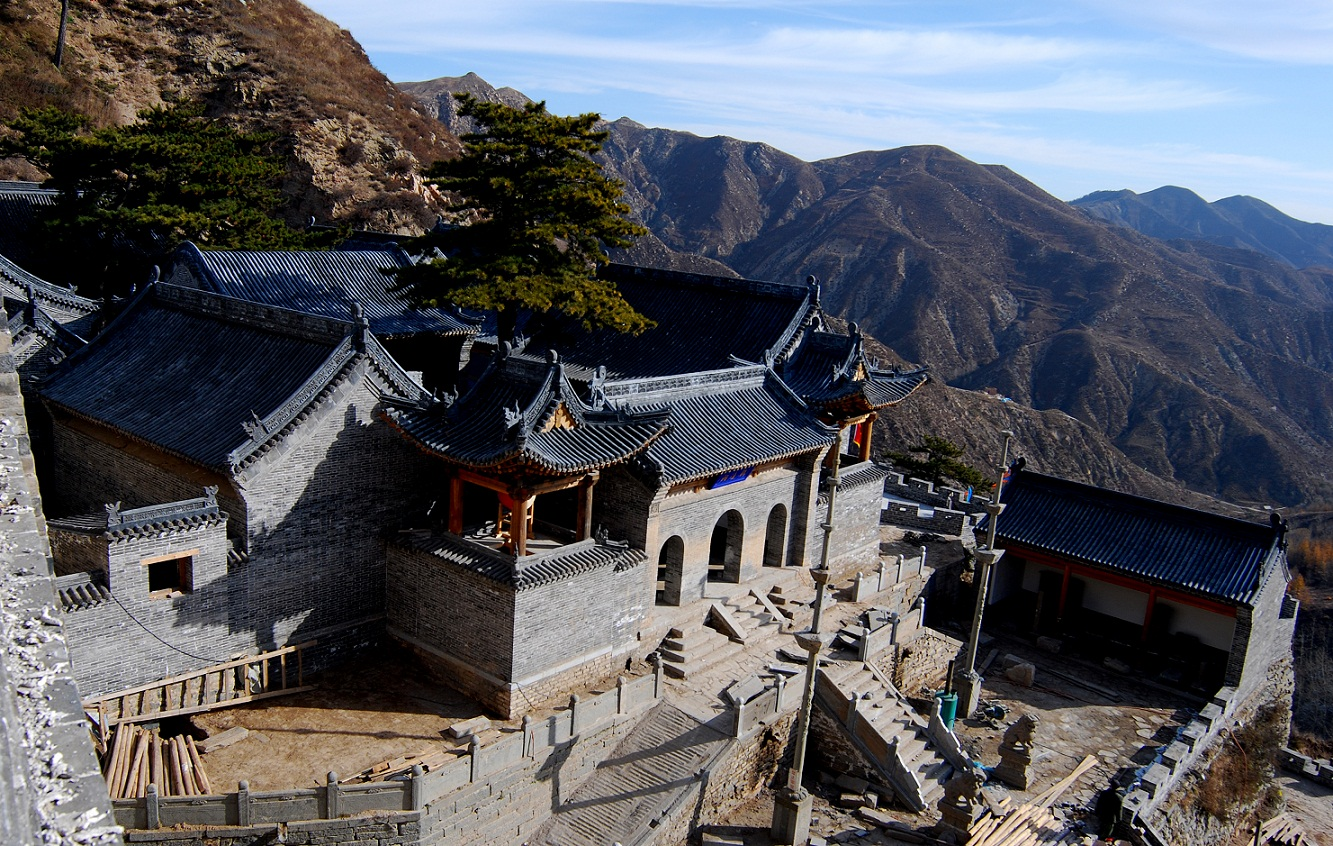
雁门关

1937年10月，忻口战役期间，日军车队每天经雁门关给前线运送给养和后撤伤员。八路军第120师第358旅第716团，配合第二战区部队主力的忻口防御，活动于广武、雁门关、太和岭之间地区，积极破路，打击日军交通运输。
雁门关位于山西省忻州市代县县城以北约20公里处的雁门山中，是长城上的重要关隘。